# نولان منتشر
نولان منتشر (الاسم العلمي:Nolana diffusa) هو نوع نباتي يتبع جنس النولان من فصيلة الباذنجانية.